# Bekennerkirche (Knittelfeld)

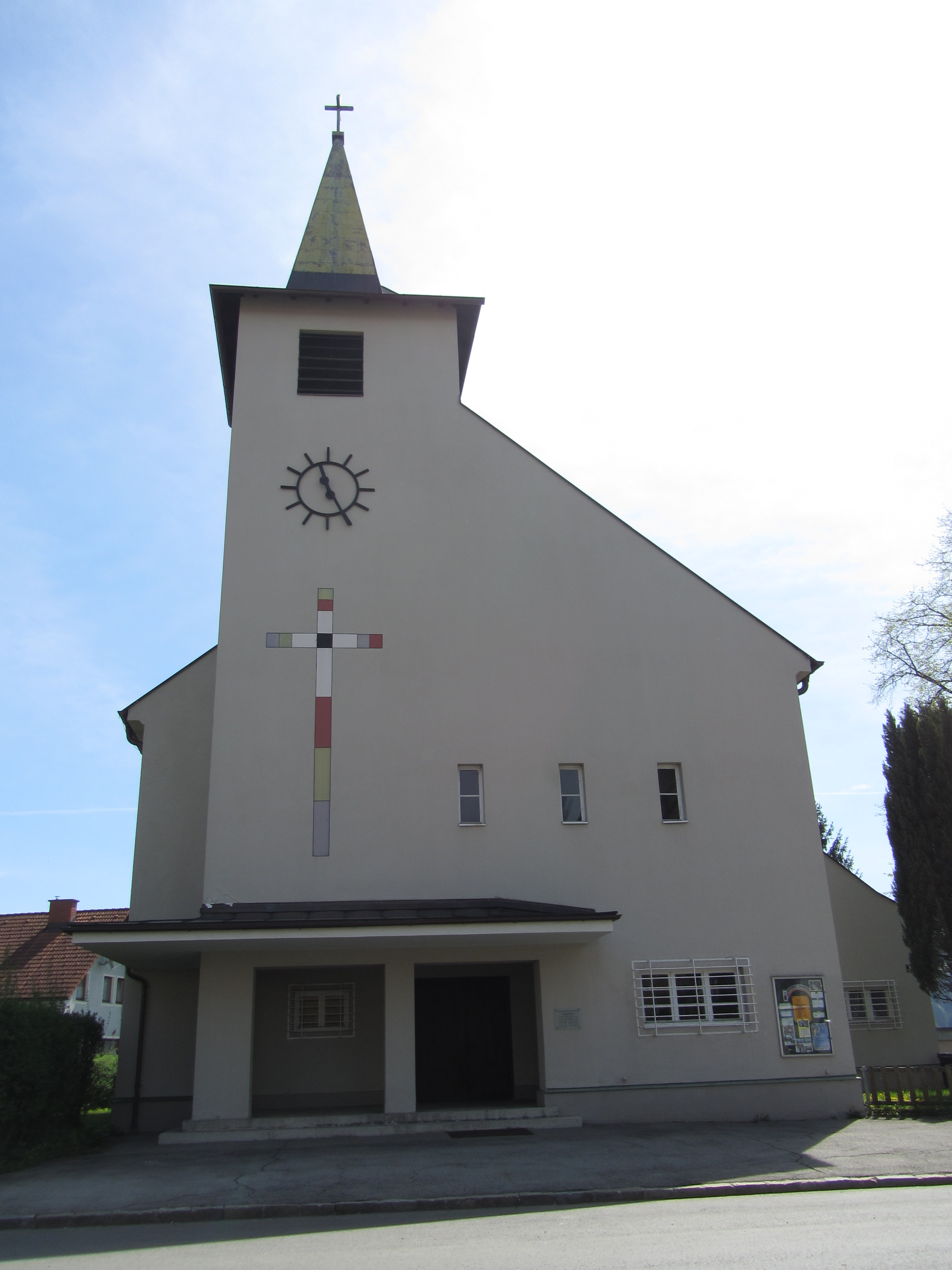
Bekennerkirche Knittelfeld, Eingangsseite

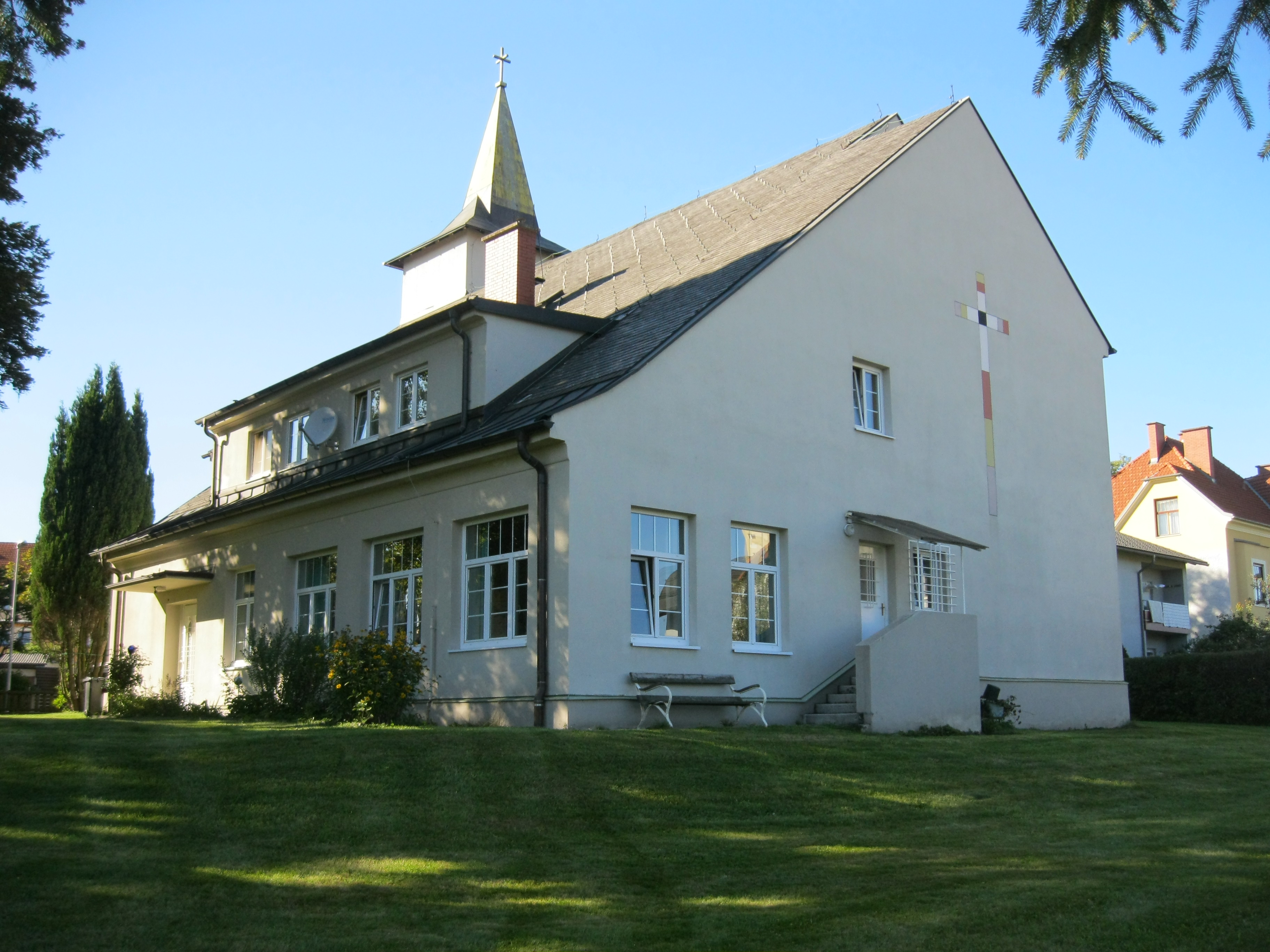
Anbauten

Die Bekennerkirche ist die evangelisch-lutherische Pfarrkirche der Stadt Knittelfeld im Bezirk Murtal in der Steiermark. Sie gehört zur Evangelischen Superintendentur A. B. Steiermark der Evangelischen Kirche A.B. in Österreich. Die Kirche steht unter Denkmalschutz (Listeneintrag).

## Geschichte
In Knittelfeld war bereits anno 1562 daz Lutherthum in der Stadt eingerissen, doch bewirkte die von Stift Seckau ausgehende Gegenreformation ein Ende der Reformation, deren Prediger in der Folgezeit auf den benachbarten Adelshäusern ihr Unterkommen fanden. Die Industrialisierung im Aichfeld bedeutete eine Zunahme des evangelischen Bevölkerungsanteils, die durch die Los-von-Rom-Bewegung noch intensiviert wurde. 
1908 wurde außerhalb der Stadt ein Grundstück für einen Kirchenneubau angekauft und 1910 ein bestehendes Wohnhaus zum Pfarrhaus mit angegliedertem Bethaus umgebaut. 1915 wurde eine von Zeltweg unabhängige Gemeinde gegründet. Zu dem damals bereits geplanten Kirchenneubau kam es infolge des Ersten Weltkriegs nicht mehr. 
1935/1936 wurde nach einem Architekturwettbewerb die heutige Bekennerkirche errichtet. Der Entwurf stammte von dem Grazer Architekturprofessor Sepp Letzner.

## Beschreibung
Die Bekennerkirche stellt einen hausartig angelegten Kirchenbau mit asymmetrisch eingebautem Turm dar, der kaum die Giebelspitze überragt. Mit dem Kirchenbau unter einem gemeinsamen Dach zusammengezogen ist ein Anbau für Gemeinderäume. 
Der Innenraum ist durch die Staffelung der Raumdecke als „Basilika ohne Pfeiler“ gestaltet, eine offene Raumform, die in dieser Zeit im Kirchenbau zahlreiche Nachfolger fand. 